# Big Rig
I Big Rig sono stati un gruppo musicale punk rock statunitense, formato nella San Francisco Bay Area dal cantante/compositore Jesse Michaels. Quest'ultimo ha dato l'avvio al progetto Big Rig nell'intervallo di tempo tra lo scioglimento e la formazione delle sue band più famose, gli Operation Ivy ed i Common Rider.
Il gruppo ha pubblicato un album nel 1994, intitolato Expansive Heart e distribuito dall'etichetta Lookout! Records.

## Formazione
- Jesse Michaels, voce
- Doug Sangalang, chitarra
- Kevin Cross, chitarra
- Jeremy Goody, basso
- Brandon Riggen, batteria